# Maria Frau
Maria Frau (Sassari, 6 de agosto de 1930) es una actriz de cine italiana retirada. Hizo su debut en 1950 cuando interpretó el papel principal en Margherita da Cortona. Después de aparecer en dieciocho películas, se retiró de la actuación en 1957, tras contraer matrimonio.

## Filmografía parcial
- Margherita da Cortona (1950)
- Luna rossa (1951)
- Il lupo della frontiera (1951)
- Il prezzo dell'onore (1952)
- Sul ponte dei sospiri (1953)
- I sette peccati di papà (1954)
- La barriera della legge (1954)
- Stern von Rio (1955)
- Totò all'inferno (1955)
- La Venere di Cheronea (1957)